# Adanech Anbesa
Adanech Anbesa Feyisa (* 23. Januar 1998) ist eine äthiopische Mittelstreckenläuferin.

## Sportliche Laufbahn
Erste internationale Erfahrungen sammelte Adanech Anbesa bei den Jugendweltmeisterschaften 2015 in Cali, bei denen sie in 4:21,63 min den siebten Platz im 1500-Meter-Lauf belegte. Im Jahr darauf gewann sie bei den Afrikameisterschaften in Durban in 4:05,22 min die Bronzemedaille hinter der Südafrikanerin Caster Semenya und Rababe Arafi aus Marokko. Anschließend siegte sie bei den U20-Weltmeisterschaften in Bydgoszcz in 4:08,07 min. 2019 nahm sie an den Afrikaspielen in Rabat teil und wurde dort in 4:25,84 min Neunte.

## Persönliche Bestzeiten
- 800 Meter: 2:01,42 min, 10. Juni 2017 in Hengelo
  - 800 Meter (Halle): 2:04,01 min, 27. Januar 2018 in Val-de-Reuil
- 1500 Meter: 4:05,22 min, 24. Juni 2016 in Durban
  - 1500 Meter (Halle): 4:11,57 min, 13. Februar 2018 in Liévin
- 2000 Meter: 5:39,90 min, 11. Juni 2019 in Montreuil
  - 3000 Meter (Halle): 8:56,88 min, 4. Februar 2017 in Mondeville